# Ofensortierung
Als Ofensortierung bezeichnet man in der Porzellanherstellung die qualitative Sortierung des aus dem Brennofen kommenden Porzellans vor der weiteren Verarbeitung. 
Am Ende des Schrühbrandes werden die nicht einwandfreien Teile aussortiert. Neben dem für die weitere Produktion unbrauchbaren Ausschuss fallen Teile an, die zwar fehlerhaft, aber für die Herstellung bestimmter Artikel gut geeignet sind. Beispielsweise sind Teile mit schwarzen Flecken nicht für die Herstellung von weißem Porzellan einsetzbar. Wird in einem späteren Produktionsschritt ein Dekor aufgebracht, das den Flecken überdeckt, ist das Teil für dieses Dekor brauchbar. 
Die Ofensortierer sind Fachkräfte. Sie beurteilen nicht nur die Qualität des Porzellans, sondern brauchen auch Kenntnisse über die nachfolgenden Produktionsschritte und das aktuelle Sortiment, um entscheiden zu können, welche Teile für welchen Zweck brauchbar sind. Durch ihre Arbeit kann die Ausschussquote minimiert und damit die Wirtschaftlichkeit der Herstellung verbessert werden. Auch die Ausschussquote der weiteren Produktion wird von der Arbeit der Ofensortierer beeinflusst.